# Matt Redman
Pour les articles homonymes, voir Redman (homonymie).
Matt Redman est un  auteur-compositeur-interprète de rock chrétien  anglais. Ses chants les plus populaires sont "Heart Of Worship", "Let Everything That Has Breath", "Once Again", and "Blessed Be Your Name" (Béni soit Ton nom), "10,000 Reasons".

## Biographie
En 1993, avec son pasteur Mike Pilavachi, il a aidé à fonder Soul Survivor, un festival de musique annuel destiné aux jeunes. En 1994, il est devenu conducteur de louange à l’église anglicane Soul Survivor de Watford, jusqu’en 2002. En 2008, il a déménagé à Atlanta, pour aider à implanter Passion City Church avec Louie Giglio et Chris Tomlin.
En 2010, il revient en Angleterre et devient membre St Peter's church, Brighton, une église anglicane .

## Vie personnelle
Matt Redman habite près de Brighton (Angleterre) avec sa femme Beth et leurs deux enfants: Maisey et Noah.
Le 13 juillet 2023, à la suite d'informations relatant des allégations d'abus commis par le prêtre anglican Mike Pilavachi, il a publié une déclaration dans laquelle il s'est identifié comme l'une des présumées victimes de Pilavachi. En avril 2024, il a publié un court documentaire intitulé « Let There Be Light » dans lequel il décrit son expérience qui a débuté à 13 ans .

## Discographie

### Albums
- Wake Up My Soul - (1993)
- Passion For Your Name - (1995)
- The Friendship And The Fear -  (1998)
- Intimacy - (1998) / publié sous le nom The Heart Of Worship aux États-Unis (1999)
- The Father's Song - (2000)
- Where Angels Fear To Tread - (2002)
- FaceDown - (2004)
- Blessed Be Your Name: The Worship Songs Of Matt Redman Vol. 1 - (2005)
- Beautiful News - (2006)
- We Shall Not Be Shaken - (2009)
- 10,000 Reasons (Concert enregistré à Atlanta, USA) - (2011)
- Your Grace Finds Me - (2013)
- Unbroken Praise (Live) - (2015)
- These Christmas Lights - (2016)
- Glory Song - (2017)

### Singles
- Twenty Seven Million, avec LZ7 - (2012)
- 10.000 Reasons (Bless the Lord) - (2012)
- Your Grace Finds Me - (2013)
- Mercy - (2014)
- It Is Well With My Soul - (2015)
- Gracefully Broken - (2017)